# 1960년대 대한민국의 영화 목록
다음은 1960년대에 관한 대한민국 영화의 연도순 목록이다.
- 1960년 대한민국의 영화 목록
- 1961년 대한민국의 영화 목록
- 1962년 대한민국의 영화 목록
- 1963년 대한민국의 영화 목록
- 1964년 대한민국의 영화 목록
- 1965년 대한민국의 영화 목록
- 1966년 대한민국의 영화 목록
- 1967년 대한민국의 영화 목록
- 1968년 대한민국의 영화 목록
- 1969년 대한민국의 영화 목록

## 같이 보기
- 1960년대 영화 목록
- 1950년대 대한민국의 영화 목록
- 1970년대 대한민국의 영화 목록